# Нижньосюрюбаєво
Нижньосюрюба́єво (рос. Нижесюрюбаево, башк. Тубәнге Сирбай) — присілок у складі Кугарчинського району Башкортостану, Росія. Входить до складу Максютовської сільської ради.